# Phaonia atrochaeta
Phaonia atrochaeta är en tvåvingeart som beskrevs av Zinovjev 1980. Phaonia atrochaeta ingår i släktet Phaonia och familjen husflugor. Inga underarter finns listade i Catalogue of Life.